# ياسوكازو تاناكا
ياسوكازو تاناكا (باليابانية: 田中 雍和) (مواليد 15 يونيو 1933)، هو لاعب كرة قدم ياباني سابق كان يلعب كمهاجم. سبق له أن لعب مع منتخب اليابان.

## وصلات خارجية
- ياسوكازو تاناكا على موقع ناشيونال فوتبول تيمز (الإنجليزية)

- National Football Teams
- Japan National Football Team Database